# Albi di Saguaro
Elenco degli albi a fumetti della serie Saguaro pubblicata in Italia dalla Sergio Bonelli Editore dal 2012 al 2015.
| Nr. | Data           | Titolo                   | Soggetto e sceneggiatura | Disegni                            | Copertina    |
| --- | -------------- | ------------------------ | ------------------------ | ---------------------------------- | ------------ |
| 1   | giugno 2012    | Ritorno a Window Rock    | Bruno Enna               | Fabio Valdambrini                  | Davide Furnò |
| 2   | luglio 2012    | Ombre nel buio           | Bruno Enna               | Luigi Siniscalchi                  | Davide Furnò |
| 3   | agosto 2012    | Il morso del cobra       | Bruno Enna               | Marco Foderà                       | Davide Furnò |
| 4   | settembre 2012 | Fratelli di sangue       | Bruno Enna               | Alessandro Pastrovicchio           | Davide Furnò |
| 5   | ottobre 2012   | Il prezzo del tradimento | Bruno Enna               | Italo Mattone                      | Davide Furnò |
| 6   | novembre 2012  | Omicidio a Tucson        | Bruno Enna               | Elisabetta Barletta                | Davide Furnò |
| 7   | dicembre 2012  | Uno sporco gioco         | Bruno Enna               | Luigi Siniscalchi                  | Davide Furnò |
| 8   | gennaio 2013   | Bordertown               | Bruno Enna               | Paolo Armitano                     | Davide Furnò |
| 9   | febbraio 2013  | Odio cieco               | Bruno Enna               | Fabio Valdambrini                  | Davide Furnò |
| 10  | marzo 2013     | Spiriti liberi           | Bruno Enna               | Marco Foderà                       | Davide Furnò |
| 11  | aprile 2013    | Cacciatori e prede       | Bruno Enna               | Fabrizio Busticchi Luana Paesani   | Davide Furnò |
| 12  | maggio 2013    | Uccidete il testimone!   | Bruno Enna               | Luigi Siniscalchi                  | Davide Furnò |
| 13  | giugno 2013    | Sentenza di morte        | Bruno Enna               | Elisabetta Barletta                | Davide Furnò |
| 14  | luglio 2013    | Fuga sulla Sierra        | Bruno Enna               | Italo Mattone                      | Davide Furnò |
| 15  | agosto 2013    | Tra due fuochi           | Bruno Enna               | Marco Foderà                       | Davide Furnò |
| 16  | settembre 2013 | Il nido dell'aquila      | Bruno Enna               | Luigi Siniscalchi                  | Davide Furnò |
| 17  | ottobre 2013   | Anime perdute            | Bruno Enna               | Fabrizio Busticchi Luana Paesani   | Davide Furnò |
| 18  | novembre 2013  | La tribù del cielo       | Luigi Mignacco           | Marco Foderà                       | Davide Furnò |
| 19  | dicembre 2013  | FBI Academy              | Bruno Enna               | Davide Furnò Paolo Armitano        | Davide Furnò |
| 20  | gennaio 2014   | L'uomo di sabbia         | Bruno Enna               | Fabio Valdambrini                  | Davide Furnò |
| 21  | febbraio 2014  | Il tesoro di Blake       | Bruno Enna               | Pier Gallo                         | Davide Furnò |
| 22  | marzo 2014     | Neve rossa               | Bruno Enna               | Alessandro Pastrovicchio           | Davide Furnò |
| 23  | aprile 2014    | Casinò                   | Luigi Mignacco           | Elisabetta Barletta                | Davide Furnò |
| 24  | maggio 2014    | Il killer                | Bruno Enna               | Luigi Siniscalchi                  | Davide Furnò |
| 25  | giugno 2014    | Lontano da Hollywood     | Bruno Enna               | Gianluca Gugliotta                 | Davide Furnò |
| 26  | luglio 2014    | Il demone della vendetta | Bruno Enna               | Marco Foderà                       | Davide Furnò |
| 27  | agosto 2014    | Il serpente e il coyote  | Bruno Enna               | Fabrizio Busticchi Luana Paesani   | Davide Furnò |
| 28  | settembre 2014 | Soldi che scottano       | Luigi Mignacco           | Italo Mattone                      | Davide Furnò |
| 29  | ottobre 2014   | Vento nel vento          | Bruno Enna               | Ivan Vitolo                        | Davide Furnò |
| 30  | novembre 2014  | Verità nascoste          | Bruno Enna               | Alessandro Vitti Luigi Siniscalchi | Davide Furnò |
| 31  | dicembre 2014  | La danza degli spettri   | Bruno Enna               | Pier Gallo                         | Davide Furnò |
| 32  | gennaio 2015   | Colpo di coda            | Bruno Enna               | Fabrizio Busticchi Luana Paesani   | Davide Furnò |
| 33  | febbraio 2015  | L'inganno                | Bruno Enna               | Elisabetta Barletta                | Davide Furnò |
| 34  | marzo 2015     | Il nemico                | Bruno Enna               | Luigi Siniscalchi                  | Davide Furnò |
| 35  | aprile 2015    | Oltre l'orizzonte        | Bruno Enna               | Luigi Siniscalchi                  | Davide Furnò |

## Trama

### Ritorno a casa
Arizona, luglio del 1972. Thorn Kitcheyan è un ex-militare di origini Navajo/Tohono O'odham che viene soprannominato Saguaro dalla sua gente per via del carattere poco remissivo. Dopo aver combattuto durante la guerra del Vietnam, ed essere stato congedato dall'esercito a seguito di una missione pericolosa in Laos in cui era rimasto gravemente ferito, è tornato a Window Rock, la capitale della Nazione Navajo, in cui è nato e cresciuto, ed ha acquistato un terreno arido da un vecchio nativo di nome Tocho, ben felice di cederglielo in quanto privo di acqua corrente e di elettricità, e vi si è stabilito.
Il terreno, però, ha il pregio di essere adiacente alla Statale, e posto proprio sul confine tra l'Arizona ed il Nuovo Messico; per questo motivo, Noah Folsom, ricco e potente criminale, i cui terreni confinano con quello di Tocho, vorrebbe accaparrarselo e usarlo come via di passaggio per i suoi traffici di droga. Poiché Tocho non ha mai voluto cedere alle sue offerte, Folsom (che ha anche deviato il corso del ruscello che attraversa il terreno condannandolo alla siccità), con l'aiuto di Sam Beaver, un poliziotto corrotto fa rapire il vecchio e lo uccide, per vendicarsi di quello che considera un affronto imperdonabile. Saguaro si ritroverà per caso coinvolto nella lunga sequela di sangue che ne conseguirà, nella quale salverà un bambino, Miguel Aguilàr (testimone del brutale omicidio) e sua zia Hermila (che lavora nella tenuta di Folsom) e nella quale troveranno la morte il poliziotto corrotto e Tomas Vidal, braccio destro di Folsom (quest'ultimo, invece, riuscirà fortunosamente a cavarsela, venendo però arrestato), e dalla quale ne uscirà ferito ma salvo, e soprattutto senza strascichi giudiziari grazie all'aiuto che ha indirettamente prestato alla poliziotta mezzosangue Kai Walken, figlia dell'ottuso capo della polizia tribale di Window Rock Alan Walken, sua vecchia conoscenza, nell'arrestare i criminali e far fallire l'acquisto di un'importante partita di droga da alcuni trafficanti messicani.

### L'approdo in FBI
Poco tempo dopo, Saguaro viene scelto dall'FBI per formare una speciale unità di agenti federali (che in seguito si faranno chiamare Falchi-Lupo) incaricata di fare da tramite tra i bianchi e i nativi e di indagare su alcuni casi in cui la polizia tribale non può agire. Thorn inizialmente non vuole entrare nei federali, ma la violenta morte di Jack Lapahe, un membro nel consiglio tribale, lo spinge ad indagare insieme a Kai Walken, scoprendo anche dei legami tra alcuni membri del consiglio e la criminalità organizzata. Dopo questa storia accetterà di formare l'unità.

#### Cobra Ray
Nel febbraio del 1973, quando l'unità è formata dai soli Saguaro e Kai (diventata anch'essa agente federale dopo aver lasciato la polizia tribale a causa degli screzi con suo padre), Thorn si troverà a combattere un suo vecchio nemico: "Cobra" Ray Brest, un suo violento superiore durante la guerra del Vietnam, che Thorn credeva di avere ucciso dopo avergli scagliato addosso una tempesta di napalm per vendicare un massacro compiuto su ordine di Brest ai danni di vecchi, donne e bambini. Salvatosi ma rimasto sfigurato in metà del corpo, Cobra Ray si è riciclato come killer a pagamento e il destino gli dà l'occasione di vendicarsi di Thorn quando Folsom, dal carcere, gli commissiona l'omicidio del piccolo Miguel. Per creare un diversivo e mettere Thorn fuori causa, Ray rapisce Kai, la picchia e la incapretta impiccando anche il suo gatto. Costretto a una forzata collaborazione con Alan Walken, Saguaro libera la donna e si rende conto del tranello. Ma Ray non ha fatto i conti con il giovane nativo Jude, che vive con Miguel e sua zia nel ranch Buen Retiro dove Saguaro è nato e che lo ferma piantandogli una freccia in gola. Quando Thorn giunge sul posto, però, Brest è sparito.

#### La rivolta di Nastas
Oltre a malfattori bianchi, Saguaro dovrà affrontare anche i propri fratelli nativi che tenteranno, talvolta con la violenza, di far valere i propri diritti e di diventare indipendenti, convinto del fatto che, dopotutto, la nazione che ha servito durante la guerra sia, nel bene e nel male, la sua terra. Mentre Saguaro è alle prese con Cobra Ray ha inizio la rivolta di Wounded Knee e, finita essa, nell'aprile del 1973 comincia una nuova rivolta con Nastas Begay, il fratello di sangue di Saguaro, a capo dei rivoltosi. La moglie di Nastas è morta quattro mesi prima di leucemia e lui è convinto che la malattia sia stata provocata dall'inquinamento del terreno provocato dai bianchi. Saguaro è costretto ad agire per evitare inutili spargimenti di sangue, soprattutto dopo aver appreso che Alan Walken è deciso a usare le armi per fermare Nastas e i suoi. Ma lo stesso Begay, dopo aver tentato invano di convincere Saguaro a unirsi a lui, lo fa prigioniero e si reca con i suoi Lakotas a Window Rock con l'intenzione di attirare l'attenzione sui nativi coinvolgendo anche i media. Thorn, liberatosi e giunto a Window Rock, scopre che i Lakotas hanno occupato il Palazzo del consiglio tribale prendendo in ostaggio chiunque si trovasse dentro. Sfruttando un elicottero della televisione riesce a sorprendere Nastas e cerca di farlo ragionare. Mentre i due si picchiano Alan Walken prende un fucile e spara vigliaccamente alla schiena di Nastas. I Lakotas si danno alla fuga e Saguaro gli consegna Nastas ferito, aiutandolo così a scappare coi suoi uomini. Notando il gesto, Walken lo accusa di favoreggiamento e Thorn lo colpisce violentemente per aver sparato a Nastas. Finito davanti alla commissione disciplinare, Thorn perde il posto e lascia Window Rock tra la disperazione di Kai e Miguel e la gioia di Alan Walken, ormai schiavo dell'alcool. Si scoprirà che, per salvare il posto, Thorn aveva solo finto di lasciare i federali, d'accordo con i suoi superiori, in modo da portare i poliziotti a rintracciare il covo dei Lakotas ottenendo in cambio clemenza nei confronti di Yanaba Begay, fratello maggiore di Nastas, che era stato picchiato e arrestato da alcuni federali perché accusato di coprire suo fratello e in seguito al suo rilascio l'ha raggiunto nel South Dakota. Quando anche Thorn vi giunge scopre che in seguito al ferimento causato da Alan Walken le condizioni di Nastas si sono aggravate e Yanaba lo informa che se non viene soccorso gli restano poche ore di vita. Thorn realizza inoltre che Maphee, spietato braccio destro di Nastas, aspetta solo la morte di quest'ultimo per prendere il comando e scatenare una guerriglia, così inizia un drammatico combattimento fra Saguaro e Maphee, che perderà l'appoggio dei suoi uomini quando questi di rifiuteranno di uccidere il suo avversario. Il combattimento si concluderà con la morte di Maphee e l'arrivo delle forze dell'ordine che arresteranno tutti, compreso Nastas. Dopo la retata, Saguaro verrà reintegrato ufficialmente.

### Verso il processo Folsom

#### Il testimone
Successivamente, si avvicina la data del processo a Noah Folsom: questi, nonostante sia dietro le sbarre, ha ancora molto potere e Miguel è in serio pericolo in quanto unico testimone dell'omicidio del vecchio Tocho. Nel tentativo di ricattare Folsom, tre banditi messicani aiutati dal loro amico e "collega" Julio Aguilàr, padre di Miguel, rapiscono il bambino lasciando Julio in fin di vita dopo avergli sparato. Salvatosi per miracolo e sotto la minaccia di Saguaro di "finire il lavoro", Julio mette Thorn sulla pista dei tre criminali, sulle cui tracce si è messo anche Cobra Ray, pagato da Folsom per uccidere loro e Miguel. Thorn giunge con Kai nella bordertown di Ciudad Juarez ma Brest gli tende una trappola dopo aver ucciso uno dei banditi e mentre Kai viene nuovamente picchiata dall'uomo Thorn si ritrova in mezzo al fuoco incrociato dello stesso Ray e degli esponenti della malavita della città da cui aveva cercato di carpire informazioni sui carcerieri di Miguel. Alla fine Saguaro riesce a mettersi sulla pista giusta ma ormai Ray ha approfittato della confusione che si è creata per riprendere vantaggio. Lo spietato killer uccide gli altri due banditi ma l'ultimo, sapendo di essere perduto, prima di saltare in aria fa scappare Miguel, che riesce così a salvarsi e a raggiungere Thorn, venendo inserito con Hermila nel programma di protezione testimoni. Cobra Ray, in fuga e consapevole che Folsom non gli perdonerà un secondo tentativo fallito, rapisce Clive Waters, superiore diretto di Thorn e numero due del Bureau degli Affari Indiani di Albuquerque, e lo tortura per farsi dire dove Miguel è nascosto dopo che Folsom gli ha mandato contro due sicari che per farlo uscire allo scoperto hanno sequestrato la sua ex moglie e suo figlio. Ray è costretto così a chiedere aiuto a Thorn e a Kai in cambio della liberazione di Clive. I sicari fanno una brutta fine, gli ostaggi vengono tutti liberati, il nascondiglio di Miguel rimane segreto e il bambino, dopo un rocambolesco viaggio in treno dove sfugge a un attentato, può testimoniare al processo.

#### Il processo
Ad Albuquerque si svolge finalmente il processo a Folsom: la tensione è altissima, si capisce subito che non sarà facile condannare il criminale. Hill, avvocato di Folsom, cerca in tutti i modi di smontare la testimonianza di Miguel giocando sul fatto che la parola di un bambino messicano conti meno della parola di una persona potente come il suo cliente. Folsom poi provoca palesemente Thorn, che lo aggredisce, e minaccia di far uccidere non solo Miguel, ma anche lui, una volta libero. Il nervosismo di Saguaro aumenta quando in tribunale si presenta Russel Green, numero uno del Bureau, che l'ha sempre osteggiato. Uscito dall'edificio per tranquillizzarsi, Thorn subisce un'aggressione: è Cobra Ray, che dopo aver ucciso un agente all'interno del tribunale e averlo imbottito di esplosivo, tramortisce Thorn in un vicolo e gli ruba le armi. Poi, approfittando dell'esplosione causata dagli inconsapevoli colleghi dell'agente ucciso, si fa strada e giunge al cellulare dove Folsom è stato caricato dopo lo scoppio per sicurezza e lo uccide piantandogli in petto il coltello di Thorn, che viene incolpato dell'omicidio ed è costretto a fuggire.

#### Caccia all'uomo
Durante la rocambolesca fuga, Saguaro trova un inaspettato aiuto in Julio Aguilàr, che si trovava nelle vicinanze del tribunale preoccupato per la vita di Miguel. I due varcano insieme il vicino confine messicano e Julio, in cerca di riscatto per riavvicinarsi a suo figlio, aiuta Kitcheyan a mettersi sulle tracce di Cobra Ray con l'obiettivo di fargli confessare davanti a un giudice di essere stato lui a uccidere Folsom. Tornato negli Stati Uniti, Thorn rintraccia Tony, suo ex superiore nell'esercito ora trafficante d'armi, che rifornisce regolarmente Brest. Tony dà un appuntamento a Ray nel luogo in cui si incontrano di solito, ma il diabolico ex militare aveva previsto questa mossa: uccide Tony a sangue freddo e inizia uno scontro a fuoco con Thorn, che ben presto diventa una colluttazione a mani nude. Durante lo scontro Thorn viene ferito da Hooker, capo di una squadra di federali che agiscono come cacciatori di taglie mandata da Russel Green con l'ordine di catturarlo vivo o morto. Mentre Cobra Ray fugge, Hooker prende la mira per uccidere Thorn, che l'aveva umiliato in un precedente scontro, ma viene fermato dal suo "scout", il nativo Tasunke, che ormai si è convinto dell'innocenza di Kitcheyan e delle vere intenzioni del suo capo. Intanto Clive Waters e Kai sono riusciti a ricostruire la dinamica dell'omicidio di Folsom e Saguaro viene scagionato.

### Un oscuro segreto
Rientrato in pianta stabile nei Falchi-Lupo, Saguaro svolgerà svariate missioni anche di natura personale (per aiutare una sua vecchia fiamma, Ashlie, tornerà addirittura in Laos) e si occuperà di addestrare nuove reclute, iniziando contemporaneamente una tormentata relazione con Kai. Quest'ultima, innamorata di Thorn ma allo stesso tempo impaurita da questo rapporto, indaga sul tragico passato del suo uomo, passato che lo stesso Thorn ricorda solo in parte tramite terribili incubi, tanto da avere il dubbio di essere stato lui, all'età di otto anni, a provocare la morte di sua madre Nasha, morte di cui Richard, il suo violento padre, ex marine anch'egli ora defunto, lo ha sempre incolpato. L'unico a sapere cosa sia successo veramente è l'anziano Howi Bennally, cantore del Buen Retiro che ha fatto da padre a Thorn. Dopo la partenza di Miguel e Hermila, riconciliatisi con l'ormai redento Julio, la salute di Howi, già precaria, peggiora per il dispiacere e Saguaro si occupa di lui. Ma quando gli chiede se è stato lui stesso a uccidere sua madre, il vecchio si rifiuta di rispondergli lasciando credere di stare accentuando il peggioramento delle sue condizioni. Proprio quella sera verrà torturato e ridotto in fin di vita dal poliziotto Lou Carrano, in realtà sadico serial killer, uccisore di guaritori nativi conosciuto come Il Trapper, prima che questi venga arrestato da Thorn e Kai. Si riprenderà qualche tempo dopo, ma sapendo di non poter più parlare si lascia andare e mentre muore appare in sogno a Thorn comunicandogli la verità su sua madre: il piccolo Thorn rimase stordito a causa di una caduta mentre cercava di difendere sua madre dalla violenza di suo padre. Quando si risvegliò, intorno a lui tutto bruciava e la povera Nasha, gravemente ustionata, sarebbe morta in ospedale qualche giorno dopo.

### Jude
Mentre Howi lotta tra la vita e la morte, assume sempre più rilevanza la figura di Jude Towanka, giovane nativo che fin dall'inizio ha una vera e propria ammirazione per Saguaro, con cui sembra avere diversi punti in comune: ha un passato doloroso, vive da tempo al Buen Retiro ed è da sempre alla ricerca della sua strada. Diventato agente tribale agli ordini di Alan Walken con l'intenzione di entrare nei federali, aiuta Thorn in diverse occasioni e questi gli si affeziona, vedendo in questo ragazzo poco più che ventenne se stesso da giovane. Questa perenne ricerca di se stesso, però, porterà Jude a cacciarsi spesso nei guai: in seguito all'omicidio della sua ex Lucy Blair, attivista che si batteva per i diritti dei nativi, di cui era ancora innamorato e della cui morte viene inizialmente sospettato, la strada di Jude si incrocia pericolosamente con quella di Nastas Begay (sopravvissuto ai maltrattamenti in carcere e in seguito evaso, che ha fondato un altro clan di ribelli che agisce nell'ombra e si fa chiamare Coyote) e con quella di Cobra Ray. Questi viene arrestato dai Falchi-Lupo con la complicità della sua ex moglie e di suo figlio e si scopre che ha avuto un ruolo, seppur marginale, nell'omicidio di Lucy. Jude, accecato dall'odio e desideroso di vendetta, si allea con il clan di Nastas per far evadere il criminale e prenderlo in ostaggio, allo scopo di estocergli quello che sa sulla morte della ragazza. Begay vuole manipolare Jude a suo favore per provocare Thorn ma questi se ne rende conto e rifiuta di entrare nel clan e di rendersi complice di un omicidio. Reintegrato in polizia, rischia la vita altre due volte e porta alla luce una tragica storia riguardante i suoi genitori morti quand'era piccolo. Poco dopo molla tutto, probabilmente ancora condizionato dai discorsi di Nastas e lascia ranch e polizia iniziando a girovagare per l'America.

### La fine di Cobra Ray
Dopo l'addio di Jude, Saguaro si butta nuovamente sul lavoro ed è intenzionato a cercare Cobra Ray per chiudere la partita con lui una volta per tutte. L'ultima volta che l'ha visto, Ray si è fatto travolgere volutamente dalle acque di un fiume per non farsi prendere da Thorn. Tutti lo credono morto ma il suo corpo non è stato ritrovato. Brest in realtà è stato ripescato dagli uomini di Nastas, con cui aveva fatto un patto: in cambio delle rivelazioni sulla morte di Lucy, loro gli avrebbero portato Thorn. Kai viene rapita e Saguaro capisce subito che è opera di Cobra Ray. Ha inizio dunque l'ennesima drammatica caccia: Ray fa trovare a Thorn una ricetrasmittente e inizia a provocarlo, dicendogli che vuole "giocare" con lui. Thorn giunge in un luna-park abbandonato cadendo nei falsi indizi che il suo divertito avversario gli fa trovare. Quando Saguaro lo trova, ha un'inaspettata sorpresa: Ray è su una sedia a rotelle, rimasto paralizzato dopo la caduta nel fiume. Ad aiutarlo a organizzare il "gioco", compreso il rapimento di Kai, sono stati Nastas e i suoi. Brest lo accusa di non essere meglio di lui e gli ordina di finirlo dopo averlo fatto diventare un vegetale. Attorno a lui la stanza prende fuoco in uno scenario reso volutamente simile a quello in cui è morta la madre di Thorn. Nonostante molte visioni attraversino la sua mente, Thorn uccide la sua nemesi sparandogli in testa, liberando poco dopo Kai e chiudendo finalmente la questione.

### Un enorme inganno
Già prima di formare la sua unità Saguaro aveva scoperto il coinvolgimento della mafia con alcuni crimini federali: in seguito all'assassinio della psicologa dell'FBI Fay Bereford, Thorn era venuto a conoscenza dei legami tra la stessa mafia e il Bureau. Informato Clive Waters, questi si rifiuta di aiutarlo e il rapporto tra i due si incrina. Saguaro infatti inizia a sospettare di lui, come del resto la dottoressa Bereford, uccisa prima di poter parlare. La situazione precipita quando Russel Green, estromesso dal Bureau dopo la storia di Folsom proprio da Clive che ne ha preso il posto, viene sequestrato e brutalmente ucciso e tutto lascia pensare che dietro a questo gesto ci sia Nastas. Una bomba scoppia nell'ufficio degli Affari Indiani a Window Rock e Nastas e i suoi uomini vengono additati come terroristi. Inoltre un uomo di fiducia di Green, Kasinsky, chiede espressamente di parlare con Thorn ma viene messo prontamente a tacere. Ma Saguaro, che non riesce a odiare il suo fratello di sangue nonostante tutto, indaga e scopre che gli stessi Falchi-Lupo sono stati creati come copertura per coprire i loschi traffici del Bureau. Con l'unità che sospetta di loro e a conoscenza del legame tra Thorn e Nastas, da Washington arriva l'ordine di far smantellare i Falchi-Lupo. Thorn affronta Waters, che gli confessa di aver messo l'agente Abbey nella sua unità per costringerla a informarlo dei suoi movimenti. Clive, tuttavia, sembra pentirsi e fa il nome di Walter Stevenson quale capo del complotto. Questi è giunto da Washington per assestare il colpo di grazia ai Falchi-Lupo: al Buen Retiro si celebrano i funerali di Howi ma Stevenson e i poliziotti ai suoi ordini vogliono impedire la cerimonia. Yanaba Begay, ormai a capo del ranch dopo la morte di Howi, riunisce la comunità di nativi giunta in massa in segno di protesta, dichiarando che anche loro hanno il diritto di pangere i loro morti. Di contro Stevenson lo accusa di coprire suo fratello Nastas, su cui lo stesso Stevenson e i suoi uomini hanno fatto ricadere la colpa per la morte di Green e per gli altri crimini. Giunto al ranch Saguaro, vedendo la brutta piega che la situazione sta prendendo, chiede a Clive di fare qualcosa ma è troppo tardi: gli uomini di Stevenson aprono il fuoco su Yanaba, che viene crivellato di colpi. Distrutto e in preda all'ira, vedendo in quella scena uno dei suoi tanti incubi, Saguaro si fa strada mettendo fuori combattimento alcuni poliziotti anche con l'aiuto di Clive, passato ormai dalla sua parte. Trovatosi faccia a faccia con Stevenson cerca di strangolarlo ma Kai, per evitare che i poliziotti gli sparino, lo stordisce colpendolo in testa con il calcio del fucile e Thorn viene arrestato.

### L'ultima battaglia
I Falchi-Lupo ormai non esistono più ma Clive, deciso a denunciare Stevenson e i suoi complici (che hanno piazzato dell'esplosivo al Buen Retiro facendo passare il pacifico Yanaba per terrorista e il suo omicidio come atto di legittima difesa) prima di costituirsi, è alla ricerca di prove e l'unico che può fornigliele è Nastas. Questi però vuole consegnarsi solo a Thorn e così Waters lo fa rilasciare. Thorn, riluttante e ben deciso a lasciare per sempre Window Rock, accetta di collaborare un'ultima volta. Si allea così con il clan di Nastas e i due rivangano il loro passato da "fratelli" fin dai tempi della gioventù: dalla loro prima ribellione a scuola fino alla fuga dal riformatorio. Sconfitto il commando di Stevenson, divideranno per sempre le loro strade dopo l'arresto di quest'ultimo da parte di Clive e mentre Thorn torna in prigione Nastas si dà alla latitanza.

### Epilogo
Otto mesi dopo. Grazie alla testimonianza di Clive, Saguaro torna in libertà e trova Kai ad aspettarlo. La latitanza di Nastas (come egli stesso aveva previsto) è finita tragicamente. Alan Walken, malato, ha dovuto lasciare la polizia tribale e l'avvocato Art Parker, vecchio amico di Saguaro e ora nuovo presidente del consiglio tribale che ha caldeggiato il suo reclutamento nell'FBI all'inizio della serie, vorrebbe che sia proprio Thorn a sostituirlo. Questi sembra voler rifiutare nonostante Kai cerchi di convincerlo, ma l'atterraggio vicino a lui di un falco-lupo, animale in cui Thorn si rispecchia (da qui il nome dato all'unità federale) da lui soprannominato Little Eye, con cui sembra avere una connessione fin dal suo ritorno a Window Rock, gli fa cambiare idea. Vedendo la presenza di Little Eye come un segno del destino (segno che lo stesso Nastas gli aveva preannunciato prima di dirgli addio), Saguaro perdona definitivamente Kai e decide di restare a Window Rock.
L'ultima vignetta vede Saguaro e Kai abbracciati con Little Eye che vola sopra le loro teste e, riflessa nel cielo, un'ipotetica immagine dei due, anziani, nell'anno 2000. In cima ai tre picchi delle montagne dietro la casa mobile di Saguaro, si ergono le immagini di Howi, Yanaba e Nastas che vegliano su di loro.